# الاتحاد السكندري
نادي الاتحاد السكندري هو مؤسسة وطنية ورياضية وثقافية واجتماعية ضخمة، تأسس عام 1914 وطوال أكثر من مائة عام صنع تاريخا بالبطولات والإنجازات في مختلف الألعاب الرياضية بالإضافة إلى المواقف الوطنية.

## تاريخ إنشاء النادي[1][2]
- 1906 إنشاء نادي باسم نادي الاتحاد برئاسة حسن إسماعيل وشهرته حسن رسمي، وكان ملعبه في أرض الملاحة الخضراء أمام قصر رأس التين.
- 1908 تغيير اسم نادي الاتحاد إلى نادي الاتحاد الوطني بعد وفاة الزعيم مصطفى كامل في فبراير 1908 بعد مائة يوم من إعلانه تأسيس الحزب الوطني.
- 1908 إنشاء نادي الحديثة بمعرفة مجموعة من الوطنيين الغيورين برئاسة توفيق الحديني.
- 1910 إنشاء نادي الأبطال المتحدين برئاسة مفضل أبو زيد وعضوية عبده الحمامي وشكري الحمامي.
- 1912 عبده الحمامي يتولى رئاسة نادي الأبطال المتحدين.
- 1912 اندماج نادي الاتحاد الوطني مع نادي الحديثة تحت اسم نادي الحديثة برئاسة حسن رسمي، وبذلك أصبح نادي الحديثة أقوى نادي كروي بالإسكندرية بعد انضمام نجوم الاتحاد الوطني إليه ومنهم الموهوبان محمود حودة والسيد حودة.
- 1914 اندماج نادي الحديثة مع نادي الأبطال المتحدين تحت اسم نادي الاتحاد وبذلك عاد اسم نادي الاتحاد للظهور مرة أخرى.
- 1916 إنشاء النادي السكندري وانضم إليه المنشقين عن نادي الموظفين (الأوليمبي).
- 1918 اندماج نادي الاتحاد مع النادي السكندري تحت اسم نادي الاتحاد السكندري برئاسة محمد شاهين.
- 1919 علي العبادي يرأس نادي الاتحاد السكندري.
- 1919 نادي الاتحاد السكندري يحصل على أرض الإنتربول بالمنشية (المحاكم حاليًا).
- 1928 نادي الاتحاد السكندري يحصل على أرض البلدية بالحضرة (ورش البلدية حاليًا).
- 1929 نادي الاتحاد السكندري يحصل على استاد الشاطبي التاريخي مقر الاتحاد المختلط للألعاب الرياضية عن طريق رجال السياسة السكندريين بقيادة محمود فهمي النقراشي باشا (رئيس وزراء مصر بعد ذلك).
- 2014 أقيمت مباراة مئوية نادي الاتحاد السكندري في استاد الإسكندرية أمام نادي سبورتينغ لشبونة البرتغالي، وانتهت المباراة بالتعادل الإيجابي 2–2.[2]

## رؤساء النادى
نادى الاتحاد السكندري هو النادى المصري الوحيد الذي لم يتولى رئاسته رئيس غير مصري ولذلك أطلق عليه نادي الوطنية.
| - حسن رسمي: 1916 – 1918 - محمد جاهين: 1918 – 1919 - على عبادي: 1919 – العشرينات - فهمى ويصا: العشرينات – 1953 - احمد نجيب: 1953 – 1961 - أنور عبد اللطيف: 1961 – 1969 - محمد الديب: 1969 – 1971 - محمود القاضي: 1971 – 1979 | - سعد عقل: 1979 – 1981 - عبد الله على حسن: 1981 – 1986 - سعد عقل: 1986- 1986 - عبد الله على حسن: 1986 – 1989 - محمود الرمالي: 1989 –1992 * توفيق أبو هاشم :1991-1992 - كمال شلبي: 1993 – 2001 - إبراهيم السمرة: 2001 - 2001 - يوسف حويلة: 2001 – 2002 | - عفت السادات: 2002 – 2004 - كمال شلبي: 2004 – 2007 - محمد مصيلحي: 2007 – 2011 - عصام شعبان: 2011 - عفت السادات: 2011 – 2013 - حازم أبو هاشم: 2013 - محمود مشالي: 2013 – 2017 - محمد مصيلحي: 2017 - الآن |

## سجل الألقاب والانجازات[2]
- كأس مصر (6)

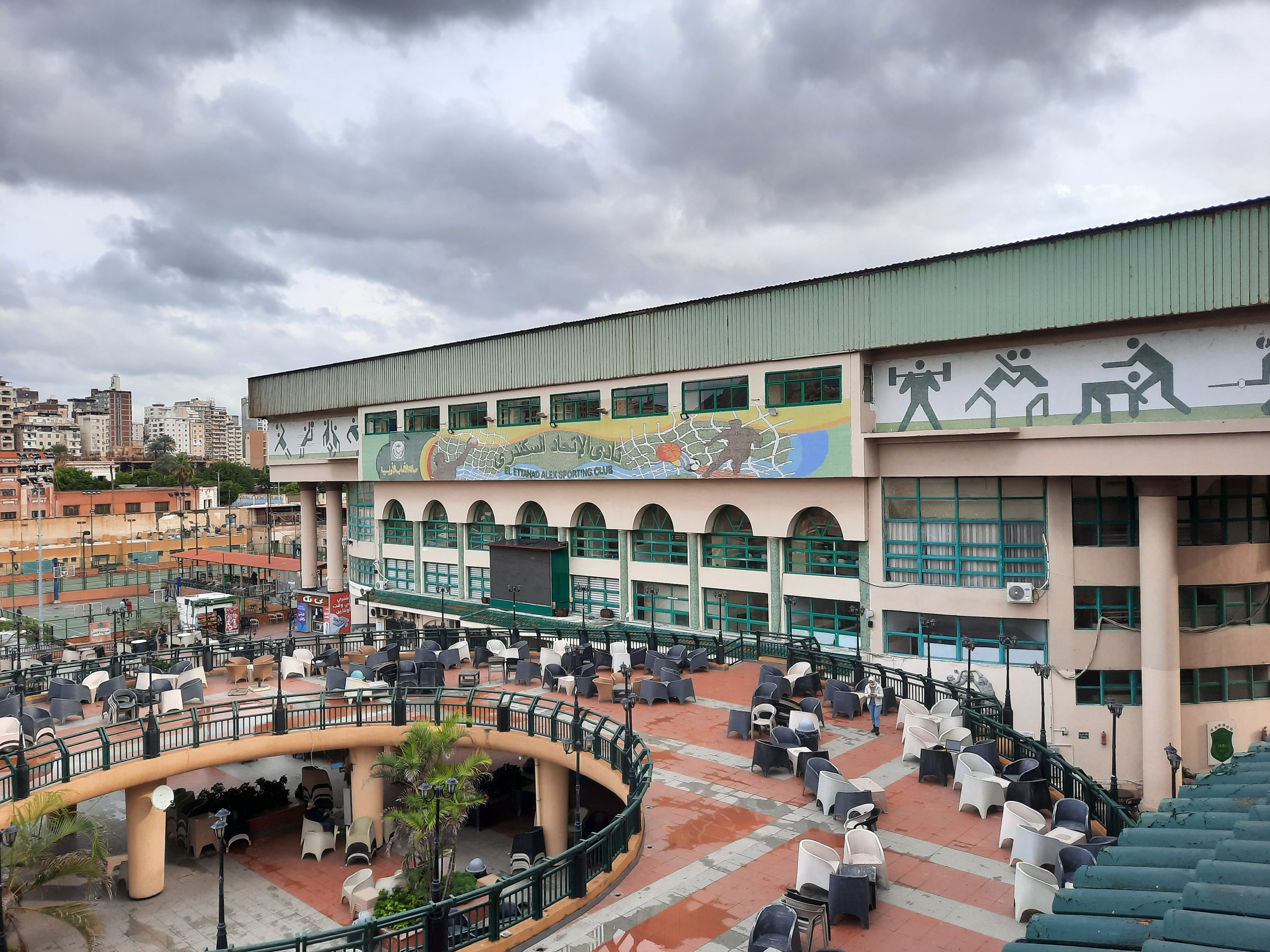
نادي الاتحاد السكندري من الداخل بالشاطبي.

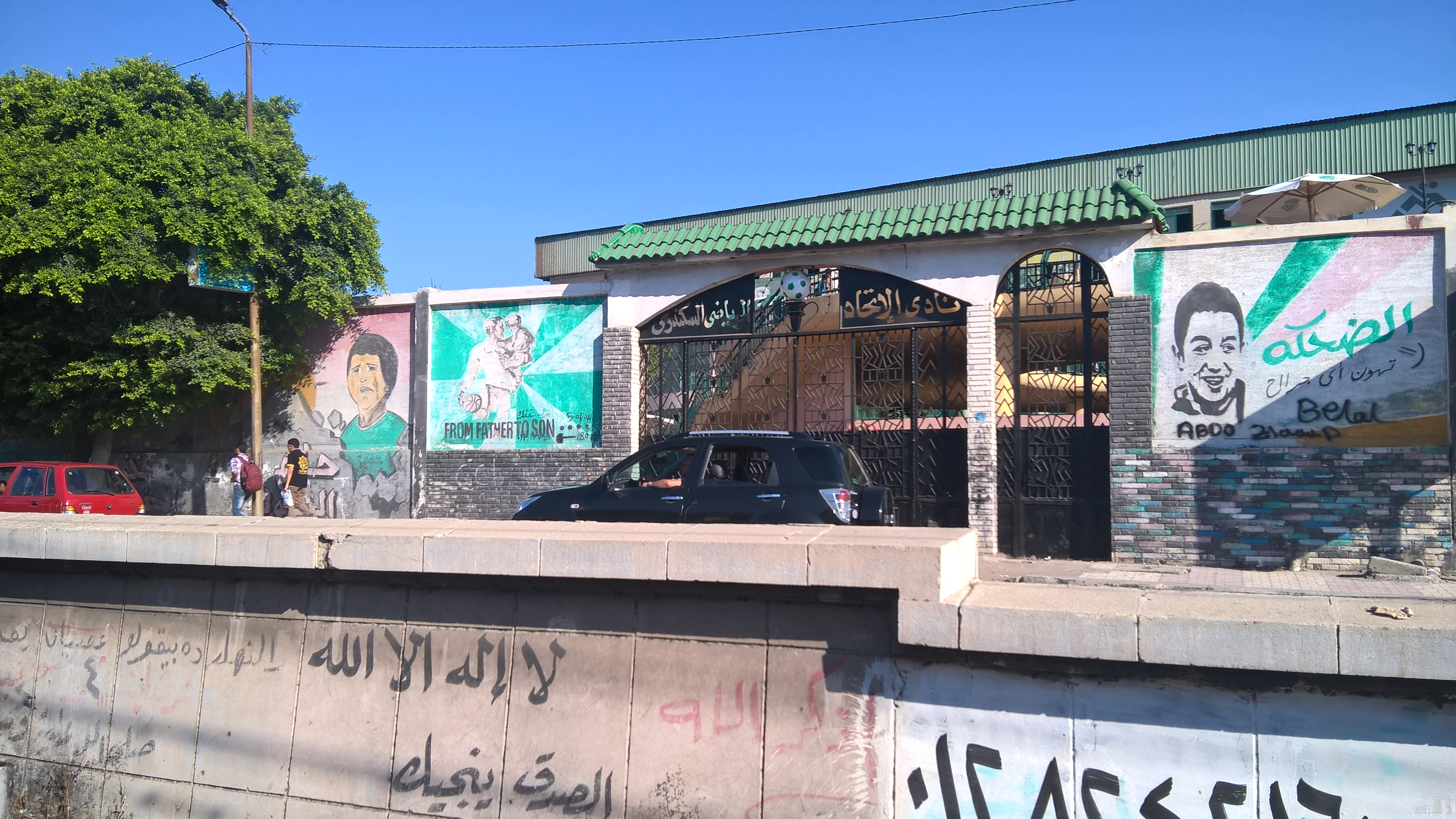
الفرع الرئيسي بالشاطبي

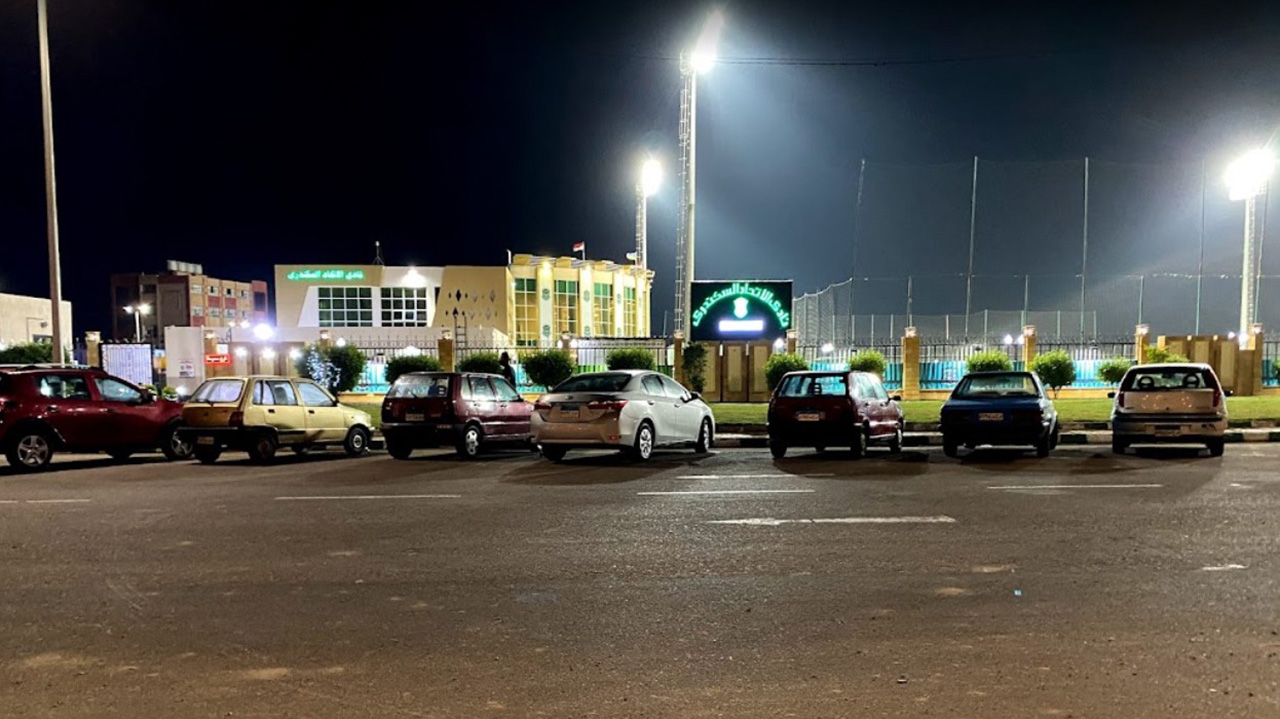
فرع سموحة

  - البطل 1926، 1936، 1948، 1963، 1973، 1976
- كأس السلطان حسين (1)
  - البطل 1935
- دوري منطقة الإسكندرية (27)
  - البطل من عام 1926 وحتى عام 1953.
- الدوري المصري الممتاز
  - المركز الثالث (2)
- الدوري المصري لكرة السلة
  - البطل (14)
- كأس مصر لكرة السلة
  - البطل (11)
- البطولة العربية لكرة السلة
  - البطل (6)

## المشاركات في البطولات الإفريقية
| الموسم | البطولة                             | الجولة      | الدولة    | النادي              | داخل الديار | خارج الديار | مجموع المباراتين |
| ------ | ----------------------------------- | ----------- | --------- | ------------------- | ----------- | ----------- | ---------------- |
| 1975   | كأس إفريقيا للأندية الفائزة بالكؤوس | الأولى      | إثيوبيا   | سانت جورج           | 2–0         | 0–0         | 2–0              |
| 1975   | كأس إفريقيا للأندية الفائزة بالكؤوس | ربع النهائي | الكاميرون | تونير ياوندى        | 4–0         | 0–3 1       | مرشح أوحد        |
| 1977   | كأس إفريقيا للأندية الفائزة بالكؤوس | الثانية     | الجزائر   | مولودية قسنطينة     | 3–1         | 0–1         | 3–2              |
| 1977   | كأس إفريقيا للأندية الفائزة بالكؤوس | ربع النهائي | تنزانيا   | رانجيرز انترناشونال | 2–0         | 0–0         | 2–0              |
| 1977   | كأس إفريقيا للأندية الفائزة بالكؤوس | نصف النهائي | الكاميرون | تونير ياوندى        | 1–0         | 0–2         | 1–2              |
| 1979   | كأس إفريقيا للأندية الفائزة بالكؤوس | الأولى      | كينيا     | غور مايا            | مرشح أوحد   | مرشح أوحد   | مرشح أوحد        |
| 2006   | كأس الاتحاد الكونفدرالي الأفريقي    | دور ال32    | رواندا    | رايون سبورتس        | 3–0         | 0–1         | 3–1              |
| 2006   | كأس الاتحاد الكونفدرالي الأفريقي    | دور ال16    | تونس      | الترجي              | 1–0         | 0–1         | 1–1 (3–4 ر.ج.)   |

ملاحظات:
- 1 توقفت المبارة بعد الدقيقة 70 على إثر انسحاب لاعبي فريق الاتحاد السكندري احتجاجًا على التحكيم، وكانت نتيجة المباراة تشير لتقدم فريق تونير ياوندى 3–0. ومن ثم، تم إقصاء الاتحاد من البطولة وتأهل الفريق الكاميروني للدور التالي.

## شعارات الفريق
تميزت ألوان شعار نادي الاتحاد السكندري على مر العصور باللونين الأخضر والأبيض وكذلك الزي، حيث أن غالبا يكون الزي الأساسي للفريق باللون الأخضر والاحتياطي بالأبيض (أوالعكس نادرا)[بحاجة لمصدر]؛ ولم يخرج أبدا عن هذين اللونين.
تطور شعار الفريق على مر العصور نظرًا للتطور والحداثة أو باختلاف المناسبات سواء الخاصة بالنادي أو المناسبات الوطنية.

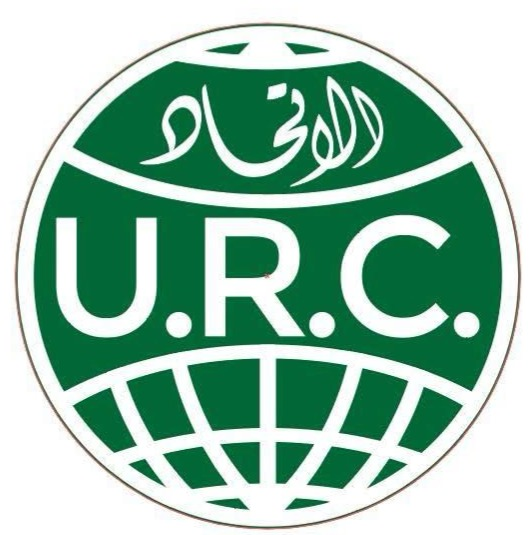
اول شعار لنادي الاتحاد السكندري
شعار الاتحاد السكندري في فترة الألفينات
شعار تم استخدامه في بداية الألفية الثانية بجانب الشعار الأول
الشعار الذي تم اعتماده عام 2007
شعار المئوية تم استخدامه لفترة قصيرة في بدايات 2014
الشعار الحالي (2014-حتى الآن)
الشعار الحالي ذو اللون الأبيض (2014-حتى الآن)

### الدوري المصري
| م | الفريق           | لعب | ف  | ت  | خ  | أ.له | أ.ع | أ.ف | نقاط |
| - | ---------------- | --- | -- | -- | -- | ---- | --- | --- | ---- |
| 7 | المقاولون العرب  | 34  | 9  | 17 | 8  | 35   | 33  | +2  | 44   |
| 8 | الاتحاد السكندري | 34  | 12 | 7  | 15 | 36   | 43  | −7  | 43   |
| 9 | فاركو            | 34  | 9  | 15 | 10 | 31   | 34  | −3  | 42   |

## قائمة اللاعبين
أخر تحديث 27 أكتوبر 2022

ملاحظة: تشير الأعلام إلى المنتخب بحسب قواعد الأهلية المعتمدة من قبل الفيفا؛ تنطبق بعض الاستثناءات المحدودة. وقد يحمل اللاعبون أكثر من جنسية لا تعترف بها الفيفا.
| الرقم | البلد       | المركز | اللاعب             |
| ----- | ----------- | ------ | ------------------ |
| 1     | مصر         | حارس   | مهدي سليمان        |
| 2     | مصر         | وسط    | إبراهيم حسن        |
| 3     | الأردن      | مدافع  | عبد الله نصيب      |
| 4     | مصر         | مدافع  | محمود علاء         |
| 5     | دولة فلسطين | مدافع  | محمد صالح          |
| 6     | مصر         | مدافع  | صبري رحيل          |
| 7     | مصر         | وسط    | هشام صلاح          |
| 8     | مصر         | وسط    | ناصر ناصر          |
| 9     | أنغولا      | مهاجم  | مابولولو           |
| 10    | مصر         | وسط    | خالد متولي الغندور |
| 11    | مصر         | وسط    | فوزي الحناوي       |
| 12    | مصر         | وسط    | محمود عبد العزيز   |
| 13    | مصر         | مدافع  | السيد سالم         |
| 14    | مصر         | وسط    | ميسي               |
| 15    | نيجيريا     | مهاجم  | أوستين أموتو       |

| الرقم | البلد        | المركز | اللاعب           |
| ----- | ------------ | ------ | ---------------- |
| 16    | مصر          | حارس   | صبحي سليمان      |
| 17    | مصر          | وسط    | كريم الديب       |
| 18    | غانا         | وسط    | مورو ساليفو      |
| 19    | مصر          | وسط    | محمد الصباحي     |
| 20    | مصر          | وسط    | مروان عطية       |
| 21    | مصر          | مدافع  | خالد صبحي        |
| 22    | مصر          | وسط    | إسلام عبد النعيم |
| 23    | مصر          | حارس   | عمرو خليل        |
| 28    | بوركينا فاسو | وسط    | سعيدو سيمبوري    |
| 32    | مصر          | مدافع  | مصطفى إبراهيم    |
| 33    | مصر          | وسط    | أحمد عيد         |
| 37    | مصر          | وسط    | بلال السيد       |
|       | مصر          | حارس   | فارس السيد       |
| 39    | مصر          | وسط    | عادل بدر         |

تحت السن

ملاحظة: تشير الأعلام إلى المنتخب بحسب قواعد الأهلية المعتمدة من قبل الفيفا؛ تنطبق بعض الاستثناءات المحدودة. وقد يحمل اللاعبون أكثر من جنسية لا تعترف بها الفيفا.
| الرقم | البلد  | المركز | اللاعب         |
| ----- | ------ | ------ | -------------- |
|       | مصر    | مهاجم  | أحمد سيد غريب  |
| 34    | مصر    | وسط    | عبد الغني محمد |
| 38    | أوغندا | مدافع  | جافين كيزيتو   |

## مدربي الفريق الأول لكرة القدم
| الأسم                 | بداية الفترة   | نهاية الفترة   |
| --------------------- | -------------- | -------------- |
| طلعت يوسف             | 7 يناير 2025   | الان           |
| نيكوديموس بابافاسيليو | 19 أغسطس-2024  | 8-يناير 2025   |
| زوران مانولوفيتش      | 6-سبتمبر-2022  | 17 يوليو 2023  |
| محمد عمر              | 9-اغسطس-2022   | 9-سبتمبر-2022  |
| عماد النحاس           | 20-مارس-2022   | 8-اغسطس-2022   |
| حسام حسن              | 13-أكتوبر-2020 | 19-مارس-2022   |
| طلعت يوسف             | 22-مايو-2019   | 13-أكتوبر-2020 |
| حلمي طولان            | 24-سبتمبر-2018 | 22-مايو-2019   |
| محمد عمر              | 11-فبراير-2018 | 22-سبتمبر-2018 |
| خوانجو ماكيدا         | 16-ديسمبر-2017 | 10-فبراير-2018 |
| محمد ابراهيم          | 12-ديسمبر-2017 | 16-ديسمبر-2017 |
| جون ميشيل كافالي      | 21-أكتوبر-2017 | 12-ديسمبر-2017 |
| هاني رمزي             | 01-أغسطس-2017  | 21-أكتوبر-2017 |
| خوانجو ماكيدا         | 14-فبراير-2017 | 15-يوليو-2017  |
| مختار مختار           | 09-مارس-2016   | 13-فبراير-2017 |
| ليونيل بونتيس         | 20-نوفمبر-2015 | 09-مارس-2016   |
| ستويشو ملادينوف       | 27-يوليو-2015  | 15-نوفمبر-2015 |
| حسام حسن              | 27-أكتوبر-2014 | 24-يوليو-2015  |
| طلعت يوسف             | 07-يوليو-2014  | 27-أكتوبر-2014 |
| دينيس لافان           | 31-ديسمبر-2013 | 05-يوليو-2014  |
| منير عقالة            | 21-ديسمبر-2013 | 31-ديسمبر-2013 |
| منير عقالة            | 21-ديسمبر-2013 | 31-ديسمبر-2013 |
| طلعت يوسف             | 23-يوليو-2013  | 16-ديسمبر-2013 |
| احمد صاري             | 12-مايو-2013   | 22-يوليو-2013  |
| خوسيه كليبر           | 20-مارس-2013   | 12-مايو-2013   |
| احمد صاري             | 16-ديسمبر-2012 | 12-مارس-2013   |
| خوانجو ماكيدا         | 02-أغسطس-2011  | 01-ديسمبر-2012 |
| محمد عامر             | 22-نوفمبر-2010 | 06-أبريل-2011  |
| كارلوس روبيرتو كابرال | 04-سبتمبر-2009 | 21-نوفمبر-2010 |
| طه بصري               | 01-يناير-2008  | 26-أغسطس-2009  |
| محمد صلاح             | 02-سبتمبر-2007 | 01-يناير-2008  |
| محمد عمر              | 26-ديسمبر-2006 | 26-أغسطس-2007  |
| سلوبودان بافكوفيتش    | 01-يوليو-2006  | 23-ديسمبر-2006 |
| طلعت يوسف             | 01-يناير-2005  | 30-يونيو-2006  |
| محمد صلاح             | 10-يناير-2004  | 23-ديسمبر-2004 |
| محمد عمر              | 01-مايو-2003   | 07-أبريل-2004  |
| راينر زوبيل           | 04-نوفمبر-2002 | 31-ديسمبر-2003 |
| طلعت يوسف             | 01-يوليو-2002  | 02-نوفمبر-2002 |
| محمد عمر              | 01-يناير-2002  | 30-يونيو-2002  |
| رينيه تيلمان          | 26-أغسطس-2000  | 30-يونيو-2001  |
| ديثيلم فيرنر          | 01-يوليو-2000  | 30-يونيو-2002  |
| عبد العزيز عبد الشافي | 03-أبريل-2000  | 30-يونيو-2000  |
| طلعت يوسف             | 01-مارس-1999   | 03-أبريل-2000  |
| جوزيف جيلي            | 01-سبتمبر-1997 | 30-سبتمبر-1998 |

## الفروع
- الفرع الرئيسي بمنطقة الشاطبي بمدينة الإسكندرية.
- الفرع الثاني بمنطقة سموحة بمدينة الإسكندرية.
- الفرع الثالث بالحي الرابع بمدينة برج العرب الجديدة على مساحة 52.4 فدان.[3]

## معرض الصور

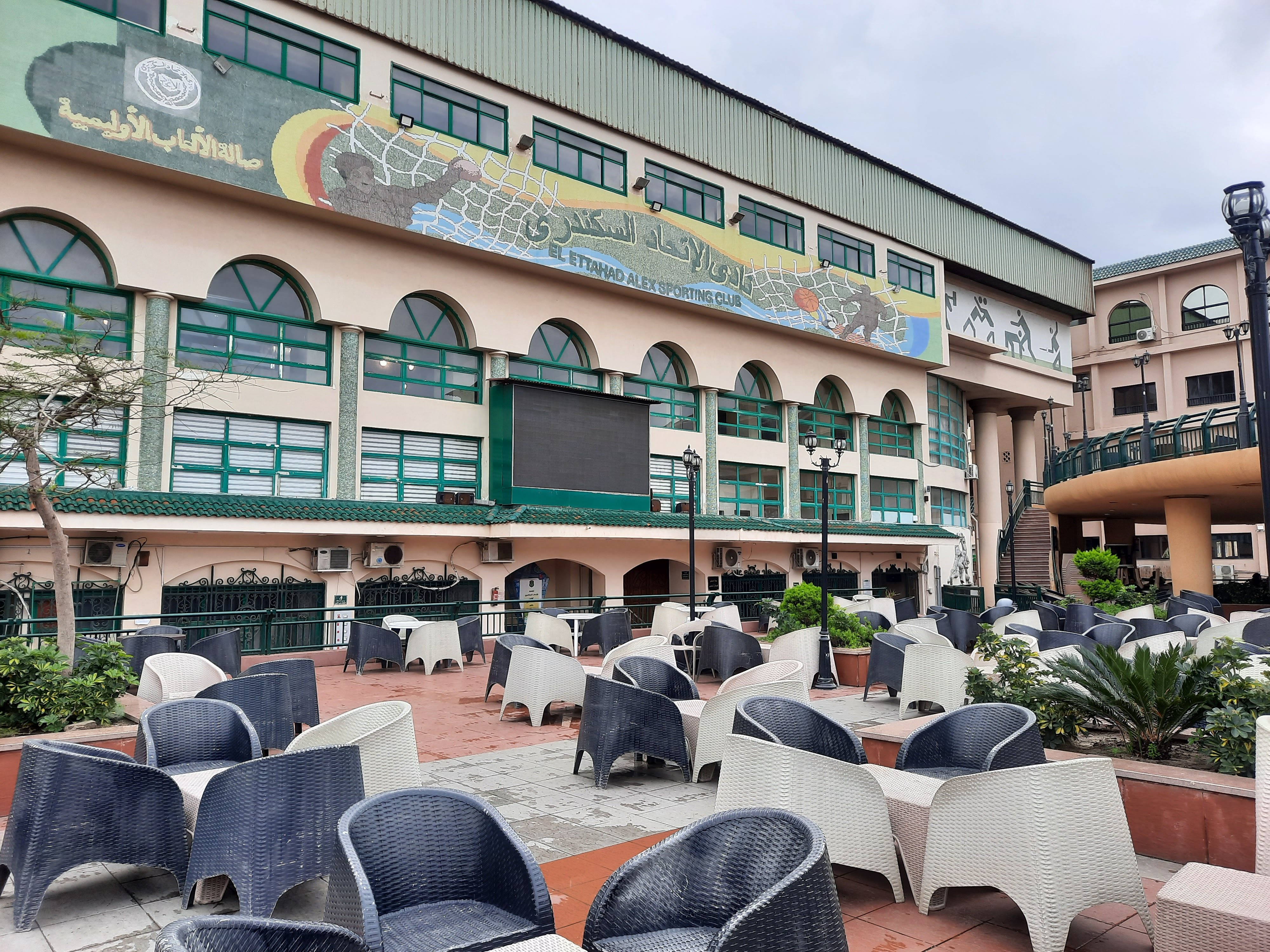
قاعة الرياضة.
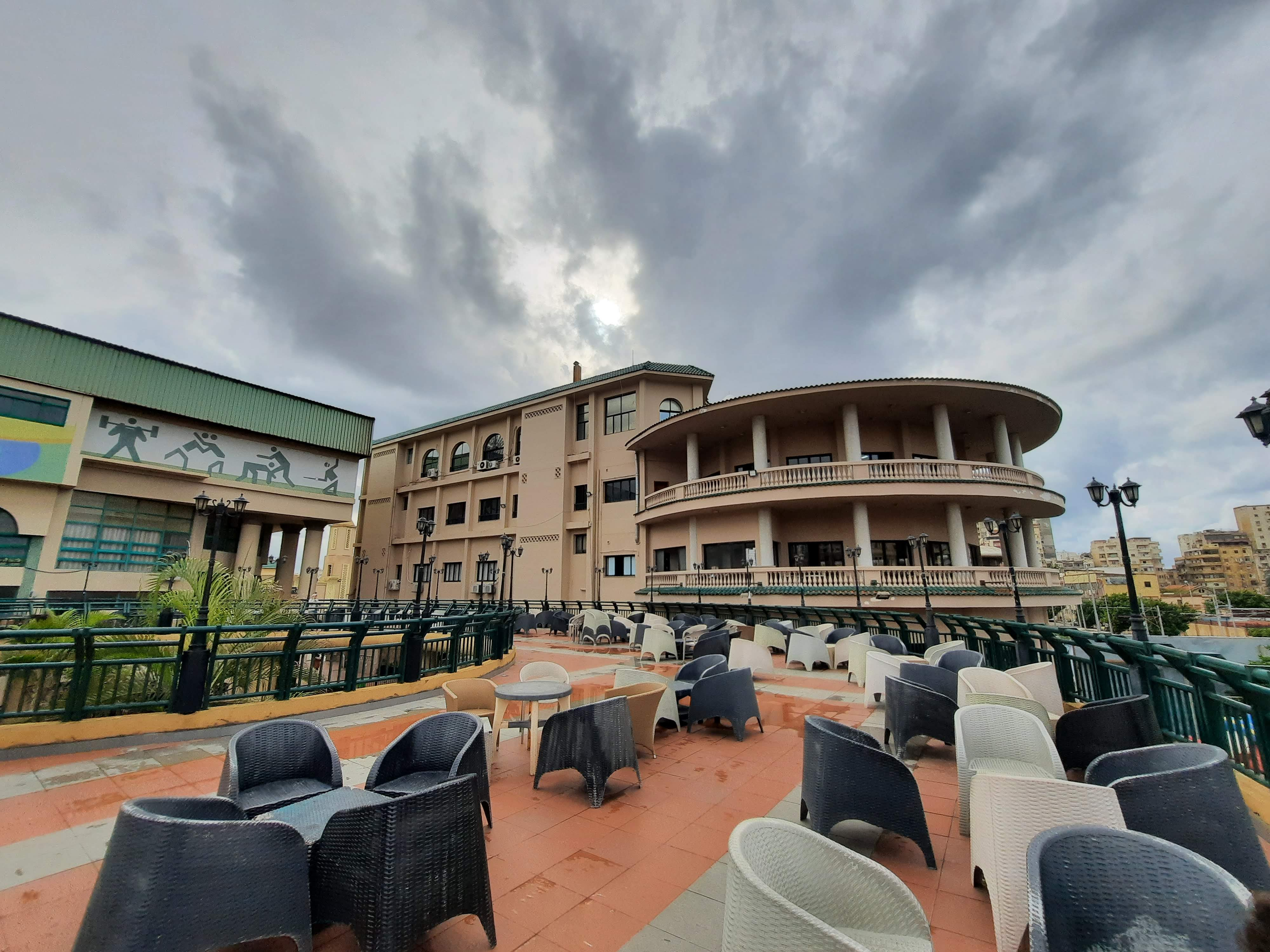
المبني الإداري.
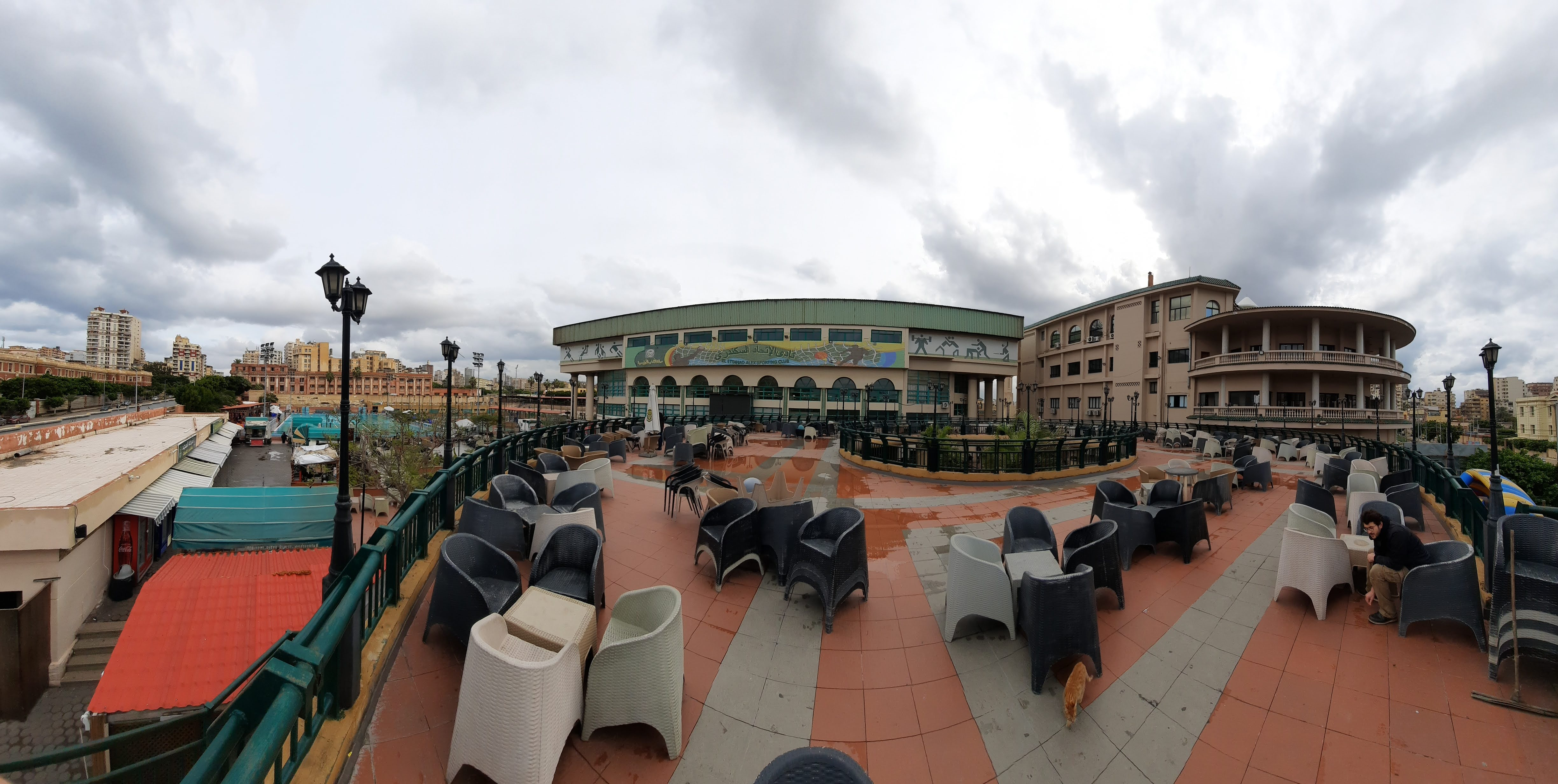
صورة بنورامية.
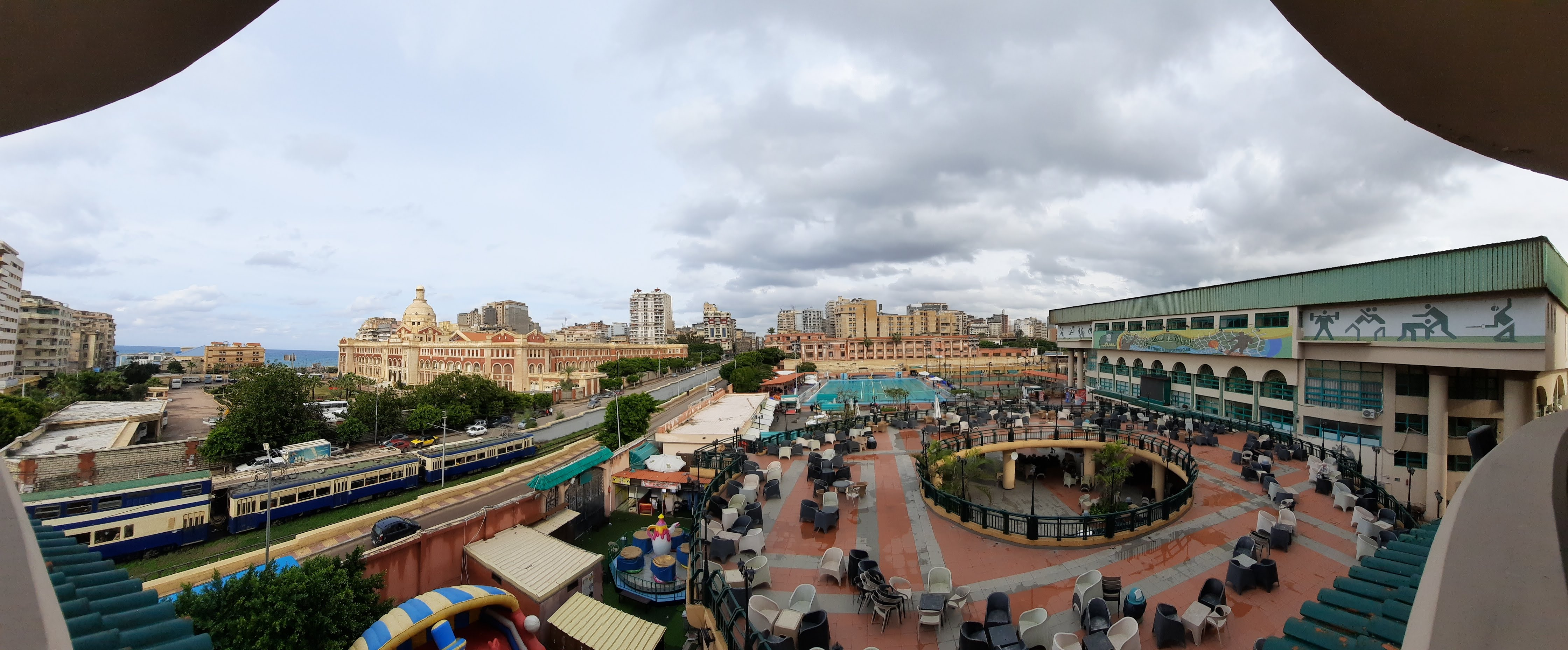
صورة عامة للنادي. تظهر الترام و كلية سان مارك على الجانب الأيسر و مدرسه ليسيه الحريه علي الجانب الايمن.

## وصلات خارجية
- الموقع الرسمي لنادي الاتحاد السكندري
- صفحة نادي الاتحاد السكندري على موقع ترانسفير ماركت
- صفحة نادي الاتحاد السكندري على موقع كووورة
- صفحة نادي الاتحاد السكندري على موقع فيلجول